# Katarzyna Szymańska-Dębowska
Katarzyna Małgorzata Szymańska-Dębowska – polska matematyk, doktor habilitowany nauk matematycznych, profesor Politechniki Łódzkiej, specjalistka od równań różniczkowych zwyczajnych.

## Kariera naukowa
W 1998 roku na Uniwersytecie Łódzkim uzyskała tytuł magistra matematyki. W 2006 roku na Wydziale Matematyki i Informatyki tej samej uczelni uzyskała stopień doktora nauk matematycznych w zakresie matematyki na podstawie rozprawy pt. Wybrane asymptotyczne zagadnienia brzegowe dla równań różniczkowych zwyczajnych, której promotorem był prof. Bogdan Przeradzki. W tym samym roku została zatrudniona na Politechnice Łódzkiej, a w 2019 roku uzyskała na jej Wydziale Fizyki Technicznej, Informatyki i Matematyki Stosowanej stopień doktora habilitowanego nauk matematycznych w dyscyplinie matematyki na podstawie pracy pt. Nielokalne zagadnienia brzegowe dla równań różniczkowych zwyczajnych rzędu drugiego.